# اداره آموزش و دانش ابوظبی
اداره آموزش و دانش ابوظبی (ADEK) (عربی: دائرة التعليم والمعرفة) در سال ۲۰۰۵ تحت هدایت امیرنشین ابوظبی تأسیس شد که باید چارچوب آموزشی را برای دستیابی به اهداف توسعه امارات در نظر بگیرد. اهداف شورا شامل دو هدف اصلی هستند: اولا توسعه آموزش و پرورش و مؤسسات آموزشی در امارت ابوظبی است، و هدف دوم این است که در زمینه توسعه سیاست‌های آموزشی و خدمات در امارت، با توجه به دیدگاه برای ارتقاء آموزش در امارات ابوظبی به بالاترین استانداردهای بین‌المللی، مشاوره فنی ارائه شود.

## اهداف
- ارائه یک سیستم آموزش جهانی در سطح جهانی که همه دانش آموزان را قادر می‌سازد تا به‌طور کامل از توانایی‌ها و امکاناتشان برای واجد شرایط بودن آنها در رقابت در سطح جهانی استفاده کنند.
- فارغ‌التحصیل ساختن دانشجویانی سطح بالا با آگاهی قوی فرهنگی و تاریخی و واجد شرایط برای رویارویی با چالش‌های جهانی[۳]

## متحدسازی نظام آموزشی ۲۰۱۷
بر اساس دستورهای شیخ خلیفه بن زاید آل نهیان، رئیس دولت امارات برای یکسان کردن سیستم‌های آموزشی در سطح کشور به‌صورتیکه بتواند پاسخگوی الزامات کلی توسعه و رسیدن به اهداف ملی بالاتر باشد، و با پیگیری شیخ محمد بن راشد آل مکتوم، معاون رئیس‌جمهور و نخست‌وزیر و حاکم دبی، و با حمایت از شیخ محمد بن زاید آل نهیان، ولیعهد ابوظبی و معاون فرمانده عالی نیروهای مسلح .. وزارت آموزش و پرورش، و شورای آموزش و پرورش ابوظبی اعلام کرد که در نظر دارد نظام آموزشی را در سطح دولتی یکسان سازد و این همزمان با طرح‌هایی از جانب این دو اداره به منظور بهبود آموزش و پرورش بگونه‌ای که پاسخگوی نیازهای دستگاه‌های ملی باشد و دستیابی به چشم‌انداز امارات متحده عربی ۲۰۲۱، با تمرکز بر روی تی یک سیستم آموزشی عالی در سطح بالا را ایجاد کند.